# Short track

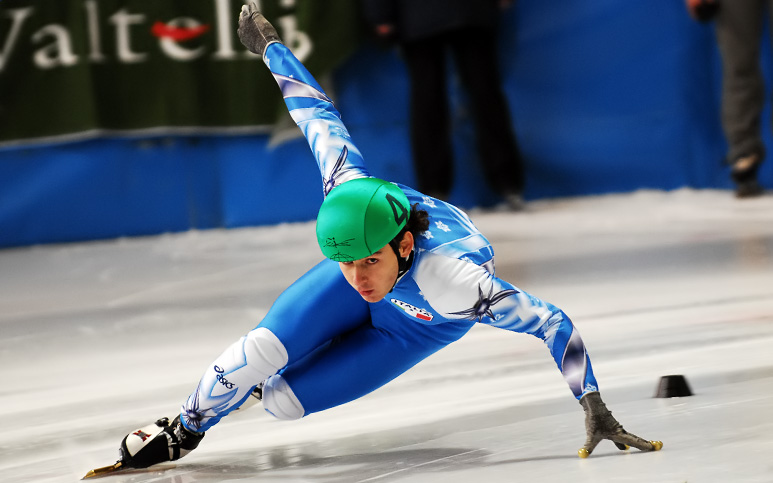
Short track – "wykładanie" (podpieranie się ręką na łuku)

Short track, łyżwiarstwo szybkie na torze krótkim – dyscyplina zimowa, stanowiąca odmianę łyżwiarstwa szybkiego. Jest jedną z najmłodszych wyczynowych dyscyplin sportów zimowych. Narodziła się w Stanach Zjednoczonych i Kanadzie. Wpisana do programu zimowych igrzysk olimpijskich od 1992.
Wyścigi odbywają się na krótkim torze, którego pętla standardowo wynosi 111,12 m. Tor jest wyznaczany na tafli lodowiska (do hokeja na lodzie). Zawodników jest od czterech do sześciu i wszyscy startują z jednej linii. Dystanse to: 500, 777, 1000, 1500, 3000, 5000 m. Rozgrywane są biegi indywidualne i sztafety, w których zawodnik wypycha swojego zmiennika, aby nabrał prędkości. Zmian takich dokonuje się średnio co 1–2 okrążenia. Liczy się kolejność na mecie, do następnego biegu kwalifikuje się dwóch pierwszych z każdego biegu. Zawodnicy w wyniku prędkości rozwijanych do 50 km/h podpierają się ręką na łuku (wykładanie).

## Short track w Polsce
W 1985 Zofia Tokarczyk wystartowała (podczas Zimowej Uniwersjady w Belluno we Włoszech) jako jedyna Polka we wprowadzanej wtedy konkurencji short track. W klasyfikacji końcowej zajęła 17. miejsce na 27 zawodniczek.
Pierwsze zawody w Polsce odbyły się podczas uniwersjady w Zakopanem w 1993. Polskę reprezentowali trener: Dariusz Tchórzewski i zawodnicy: Lidia Olcoń-Matuszek, Jarosław Ogórek, Jan Mazur, Maciej Kukułka, Krzysztof Cukier.
Pierwsze rekordy Polski zostały ustanowione podczas międzynarodowych zawodów w Sofii w Bułgarii w styczniu 1993, gdzie po raz pierwszy PZŁS wystawił reprezentację Polski w short tracku.
W Białymstoku znajdują się 3 szkoły, które zajmują się trenowaniem zawodników. Ważniejszymi ośrodkami propagującymi short track w Polsce są kluby z Białegostoku, Opola, Elbląga, Sanoka (lodowisko Arena Sanok), Gdańska, Torunia, Nowego Targu, Olsztyna, Giżycka i Domaniewic.
Reprezentanci Polski w short tracku na igrzyskach olimpijskich: Maciej Pryczek (Nagano 1998), Krystian Zdrojkowski (Salt Lake City 2002), Dariusz Kulesza (Turyn 2006), Patrycja Maliszewska (Vancouver 2010, Soczi 2014, Pekin 2022), Paula Bzura (Vancouver 2010), Jakub Jaworski (Vancouver 2010), Natalia Maliszewska (Pjongczang 2018, Pekin 2022), Magdalena Warakomska (Pjongczang 2018), Bartosz Konopko (Pjongczang 2018), Nikola Mazur (Pekin 2022), Kamila Stormowska (Pekin 2022), Łukasz Kuczyński (Pekin 2022), Michał Niewiński (Pekin 2022).
Jak dotychczas w tej dyscyplinie Polska ma w swoim dorobku kilka medali mistrzostw Europy, głównie za sprawą sióstr Natalii i Patrycji Maliszewskich oraz jeden, srebrny medal mistrzostw świata zdobyty przez Natalię w 2018 roku.

## Rekordy świata
| Mężczyźni | Mężczyźni         | Mężczyźni      | Mężczyźni         | Mężczyźni |
| Dystans | Zawodnik          | Miasto         | Data              | Czas      |
| --- | ----------------- | -------------- | ----------------- | --------- |
| 500 metrów | Wu Dajing         | Salt Lake City | 11 listopada 2018 | 39,505    |
| 1000 metrów | Hwang Dae-heon    | Salt Lake City | 12 listopada 2016 | 1:20,875  |
| 1500 metrów | Sjinkie Knegt     | Salt Lake City | 13 listopada 2016 | 2:07,943  |
| 3000 metrów | Noh Jin-kyu       | Warszawa       | 19 marca 2011     | 4:31,891  |
| sztafeta 3000 m | Korea Południowa* | Innsbruck      | 29 stycznia 2017  | 3:57,047  |
| sztafeta 5000 m | Węgry**           | Calgary        | 4 listopada 2018  | 6:28,625  |
| * Sztafeta w składzie: Jung Hok-young, Kim Si-un, Moon Won-jun, Park Noh-won. ** Sztafeta w składzie: Csaba Burján, Cole William Isaac Krueger, Shaoang Liu, Shaolin Sándor Liu. |                   |                |                   |           |

| Kobiety                                                                                      | Kobiety           | Kobiety        | Kobiety              | Kobiety  |
| Dystans                                                                                      | Zawodniczka       | Miasto         | Data                 | Czas     |
| -------------------------------------------------------------------------------------------- | ----------------- | -------------- | -------------------- | -------- |
| 500 metrów                                                                                   | Xandra Velzeboer  | Salt Lake City | 4 listopada 2022     | 41,416   |
| 1000 metrów                                                                                  | Suzanne Schulting | Salt Lake City | 4 listopada 2022     | 1:25,958 |
| 1500 metrów                                                                                  | Choi Min-jeong    | Salt Lake City | 12 listopada 2016    | 2:14,354 |
| 3000 metrów                                                                                  | Jung Eun-ju       | Harbin         | 15 marca 2008        | 4:46,983 |
| sztafeta 3000 m                                                                              | Holandia*         | Pekin          | 23 października 2021 | 4:02,809 |
| * Sztafeta w składzie: Selma Poutsma, Suzanne Schulting, Yara van Kerkhof, Xandra Velzeboer. |                   |                |                      |          |

| Mieszane | Mieszane  | Mieszane | Mieszane      | Mieszane   |
| Dystans | Zawodnicy | Miasto   | Data          | Czas       |
| --- | --------- | -------- | ------------- | ---------- |
| sztafeta 2000 m | Holandia* | Pekin    | 14 marca 2025 | 2:35,339** |
| * Sztafeta w składzie: Teun Boer, Jens van ′t Wout, Michelle Velzeboer, Xandra Velzeboer. ** Wynik będzie podlegał ratyfikacji. |           |          |               |            |